# Mel Hutchins
Melvin Ray Hutchins, detto Mel (Sacramento, 22 novembre 1928 – Encinitas, 19 dicembre 2018), è stato un cestista statunitense, professionista nella NBA.
Era fratello della modella Colleen Kay Hutchins, zio del cestista Kiki Vandeweghe e prozio della tennista Coco Vandeweghe.

## Carriera
Venne selezionato dai Tri-Cities Blackhawks al primo giro del Draft NBA 1951 (2ª scelta assoluta).

## Palmarès
- NCAA AP All-America Third Team (1951)
- 4 volte NBA All-Star (1953, 1954, 1956, 1957)
- Miglior rimbalzista NBA (1952)